# Jezioro (Basse-Silésie)
Pour les articles homonymes, voir Jezioro.
Jezioro est une localité polonaise de la gmina de Twardogóra, située dans le powiat d'Oleśnica en voïvodie de Basse-Silésie.